# Kaliumwaterstofsulfiet
Kaliumwaterstofsulfiet (KHSO3), in de voedingsmiddelenindustrie vaak nog aangeduid als kaliumbisulfiet, is het kaliumzout van bisulfiet. Dit anorganisch zout bestaat uit een kaliumion (K+) en een bisulfiet-ion (HSO3−) en komt voor onder de vorm van een wit kristallijn poeder. Het wordt gebruikt als voedingsadditief (E228).